# Liste des sites et monuments classés de la wilaya de Batna
Cet article présente une liste des sites et monuments classés de la wilaya de Batna, en Algérie.

## Liste
| Id     | Identification du bien                                         | Datation        | Commune        | Coordonnées                      | Catégorie du classement | Mesures et date de protection | Date de publication au Journal Officiel  | Illustration    |                       |
| ------ | -------------------------------------------------------------- | --------------- | -------------- | -------------------------------- | ----------------------- | --- | ---------------------------------------- | --------------- | --------------------- |
| 05-001 | Arc de triomphe de Markouna                                    | Antique         | Tazoult        | 35° 29′ 11″ nord, 6° 17′ 16″ est | Classé                  | Classé parmi les sites et monuments historiques en (L.1900), Conformément à l’article 62 de l’ordonnance N° 67-281 du 20/12/1967                                                           | N° 07 du 23/01/1968                      |                 | Télécharger une image |
| 05-002 | Grenier de Balloul                                             | Antique         | Tigherghar     | 35° 10′ 25″ nord, 6° 00′ 29″ est | Classé                  | Classé parmi les sites et monuments historiques par arrêté du 27/06/1993, après avis favorable de la commission nationale des monuments et sites historiques tenu le 30/12/1992.           | N° 48 du 21/07/1993                      |                 | Télécharger une image |
| 05-003 | Grenier Iguelfene                                              | Antique         | Tigherghar     | à géolocaliser                   | Classé                  | Classé parmi les sites et monuments historiques par arrêté du 27/06/1993, après avis favorable de la commission nationale des monuments et sites historiques tenu le 30/12/1992.           | N° 48 du 21/07/1993                      | Image manquante | Télécharger une image |
| 05-004 | Maison de la famille Baâziz                                    | Moderne         | Arris          | à géolocaliser                   | Classé                  | Inscrit sur l’inventaire général des biens culturels immobiliers par arrêté du 14/07/2007, après avis favorable de la commission nationale des biens culturels tenu le 12/10/2006.         | N° 60 du 26/09/2007                      | Image manquante | Télécharger une image |
| 05-005 | Maison Meddour Azoui                                           | Moderne         | Arris          | à géolocaliser                   | Classé                  | Inscrit sur l’inventaire général des biens culturels immobiliers par arrêté du 14/07/2007, après avis favorable de la commission nationale des biens culturels tenu le 12/10/2006.         | N° 60 du 26/09/2007                      | Image manquante | Télécharger une image |
| 05-006 | Mausolée des rois numides dit ( le Medracen )                  | Antique         | El Madher      | 35° 42′ 26″ nord, 6° 26′ 04″ est | Classé                  | Classé parmi les sites et monuments historiques en (L.1900), Conformément à l’article 62 de l’ordonnance N° 67-281 du 20/12/1967                                                           | N° 07 du 23/01/1968                      |                 | Télécharger une image |
| 05-007 | Ruines de la ville antique de Tobna                            | Antique         | Bitam          | 35° 20′ 59″ nord, 5° 20′ 58″ est | Classé                  | Classé parmi les sites et monuments historiques en date du 21/11/1950, Conformément à l’article 62 de l’ordonnance N° 67-281 du 20/12/1967                                                 | N° 07 du 23/01/1968                      | Image manquante | Télécharger une image |
| 05-008 | Site Archéologique de Chemora                                  | Protohistorique | Chemora        | à géolocaliser                   | Classé                  | Classé sur la liste des biens culturels par arrêté du 12/09/2012, après avis conforme de la commission nationale des biens culturels tenu le 27/06/2011.                                   | N° 36 du 18/07/2013                      | Image manquante | Télécharger une image |
| 05-009 | Territoires et monuments de l’antique Diana Veteranorum (Zana) | Antique         | Zanat El Beida | 35° 46′ 46″ nord, 6° 04′ 31″ est | Classé                  | Classé parmi les sites et monuments historiques en (L.1900), Conformément à l’article 62 de l’ordonnance N° 67-281 du 20/12/1967                                                           | N° 07 du 23/01/1968                      |                 | Télécharger une image |
| 05-010 | Territoires et monuments de l’antique Lambaesis                | Antique         | Tazoult        | 35° 29′ 25″ nord, 6° 15′ 17″ est | Classé                  | Classé parmi les sites et monuments historiques en (L.1900), Conformément à l’article 62 de l’ordonnanceN° 67-281 du 20/12/1967                                                            | N° 07 du 23/01/1968                      |                 | Télécharger une image |
| 05-011 | Territoires et monuments de l’antique Thamugadi                | Antique         | Timgad         | 35° 29′ 05″ nord, 6° 28′ 07″ est | Classé                  | 1- Classé parmi les sites et monuments historiques en (L.1900), Conformément à l’article 62 de l’ordonnance N° 67-281 du 20/12/1967 2- Inscrits sur la Liste du patrimoine mondial en 1982 | 1- N° 07 du 23/01/1968 2-C194/17/12/1982 |                 | Télécharger une image |
| 05-012 | Canyon du Ghoufi                                               | Aucune datation | T'Kout         | 35° 02′ 57″ nord, 6° 10′ 02″ est | Sites naturels          | Classé parmi les sites et monuments naturels en date du 30/01/1928, Conformément à l’article 62 de l’ordonnance N° 67-281 du 20/12/1967                                                    | N° 07 du 23/01/1968                      |                 | Télécharger une image |
| 05-013 | Gorges de Foum Ksentina                                        | Aucune datation | Timgad         | à géolocaliser                   | Sites naturels          | Classé parmi les sites et monuments naturels en date du 30/01/1928, Conformément à l’article 62 de l’ordonnance N° 67-281 du 20/12/1967                                                    | N° 07 du 23/01/1968                      | Image manquante | Télécharger une image |
| 05-014 | Gorges de Tighanimine                                          | Aucune datation | Tighanimine    | à géolocaliser                   | Sites naturels          | Classé parmi les sites et monuments naturels en date du 30/01/1928, Conformément à l’article 62 de l’ordonnance N° 67-281 du 20/12/1967                                                    | N° 07 du 23/01/1968                      |                 | Télécharger une image |
| 05-015 | Gorges de Tilatou                                              | Aucune datation | Tilatou        | à géolocaliser                   | Sites naturels          | classé Parmi les Sites naturels en date du 27/11/1950, Conformément à l’article 62 de l’ordonnance N° 67-281 du 20/12/1967                                                                 | N° 07 du 23/01/1968                      |                 | Télécharger une image |
| 05-016 | Village d’Amentane                                             | Aucune datation | Tighanimine    | 35° 07′ 02″ nord, 5° 56′ 19″ est | Sites naturels          | Classé parmi les sites et monuments naturels en date du 30/01/1928, Conformément à l’article 62 de l’ordonnance N° 67-281 du 20/12/1967                                                    | N° 07 du 23/01/1968                      |                 | Télécharger une image |
| 05-017 | Village de Bouzina                                             | Aucune datation | Bouzina        | 35° 16′ 52″ nord, 6° 07′ 01″ est | Sites naturels          | Classé parmi les sites et monuments naturels en date du 30/01/1928, Conformément à l’article 62 de l’ordonnance N° 67-281 du 20/12/1967                                                    | N° 07 du 23/01/1968                      | Image manquante | Télécharger une image |
| 05-018 | Village de Menaa                                               | Aucune datation | Menaa          | à géolocaliser                   | Sites naturels          | Classé parmi les sites et monuments naturels en date du 30/01/1928, Conformément à l’article 62 de l’ordonnance N° 67-281 du 20/12/1967                                                    | N° 07 du 23/01/1968                      |                 | Télécharger une image |
| 05-019 | Village de Tagoust                                             | Aucune datation | Bouzina        | 35° 13′ 37″ nord, 6° 02′ 31″ est | Sites naturels          | Classé parmi les sites et monuments naturels en date du 30/01/1928, Conformément à l’article 62 de l’ordonnance N° 67-281 du 20/12/1967                                                    | N° 07 du 23/01/1968                      | Image manquante | Télécharger une image |